# Awa Odori

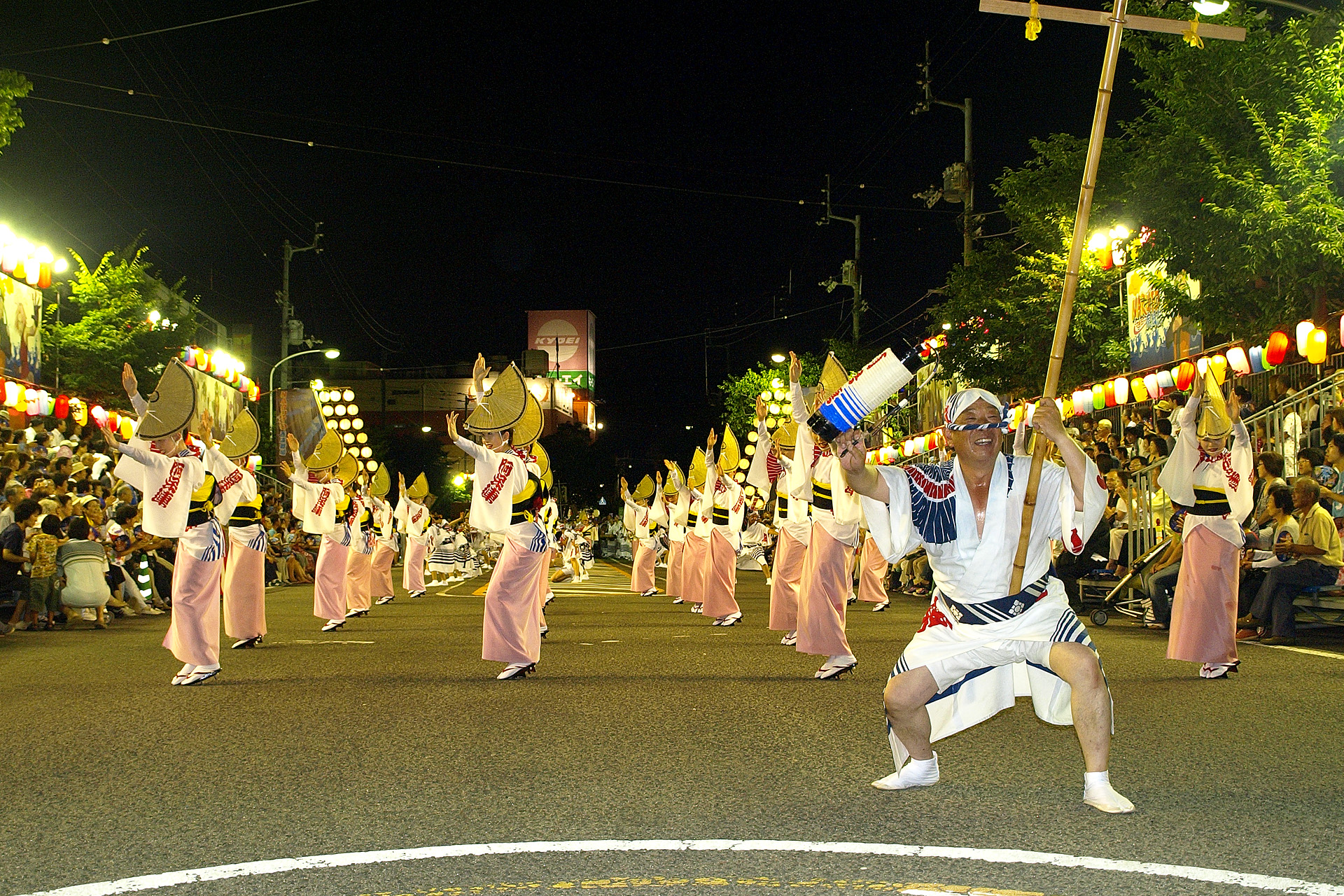
Awa-Odori-Gruppe (ren) in Naruto

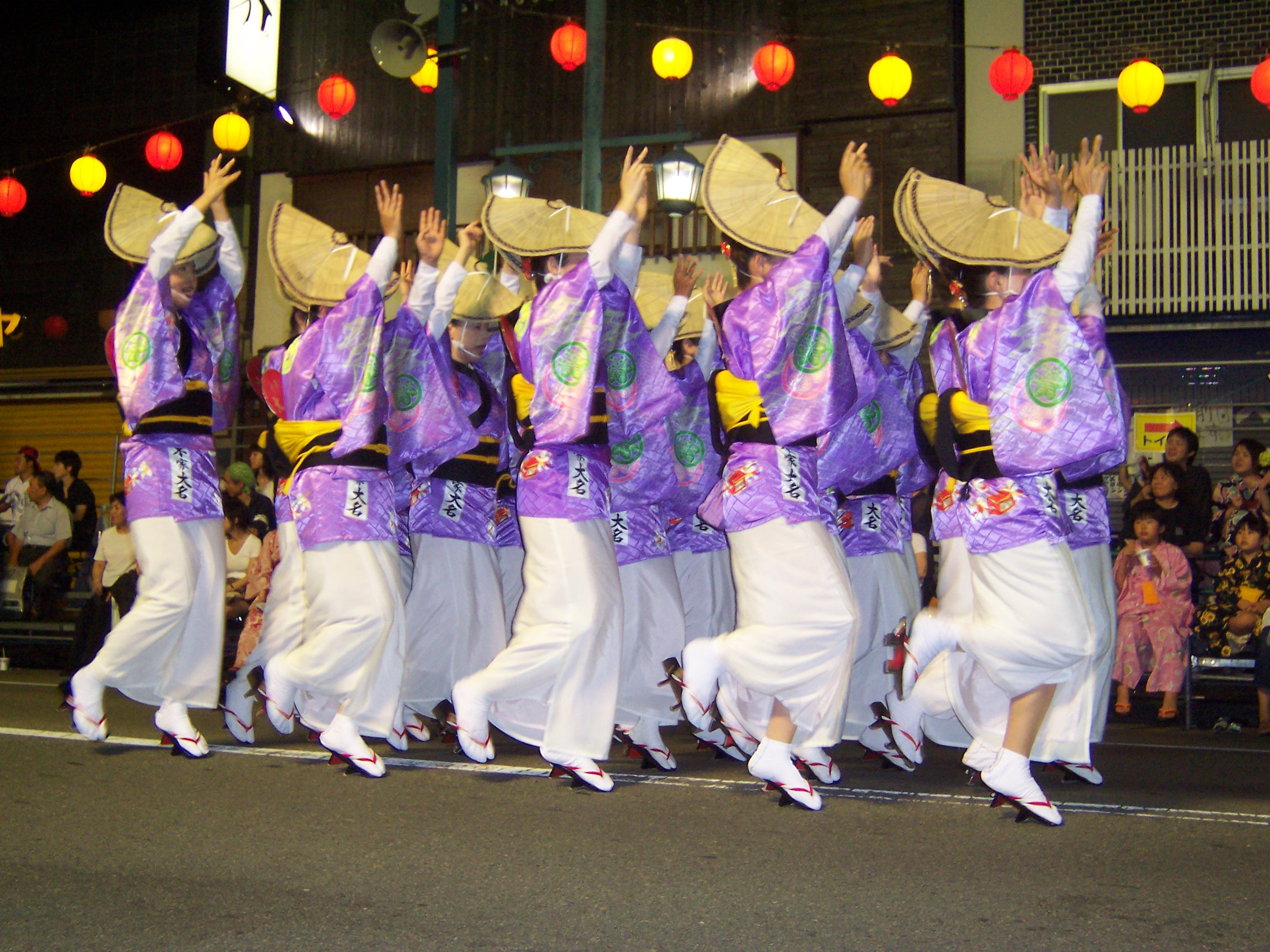
Awa Odori, weiblicher Tanzstil

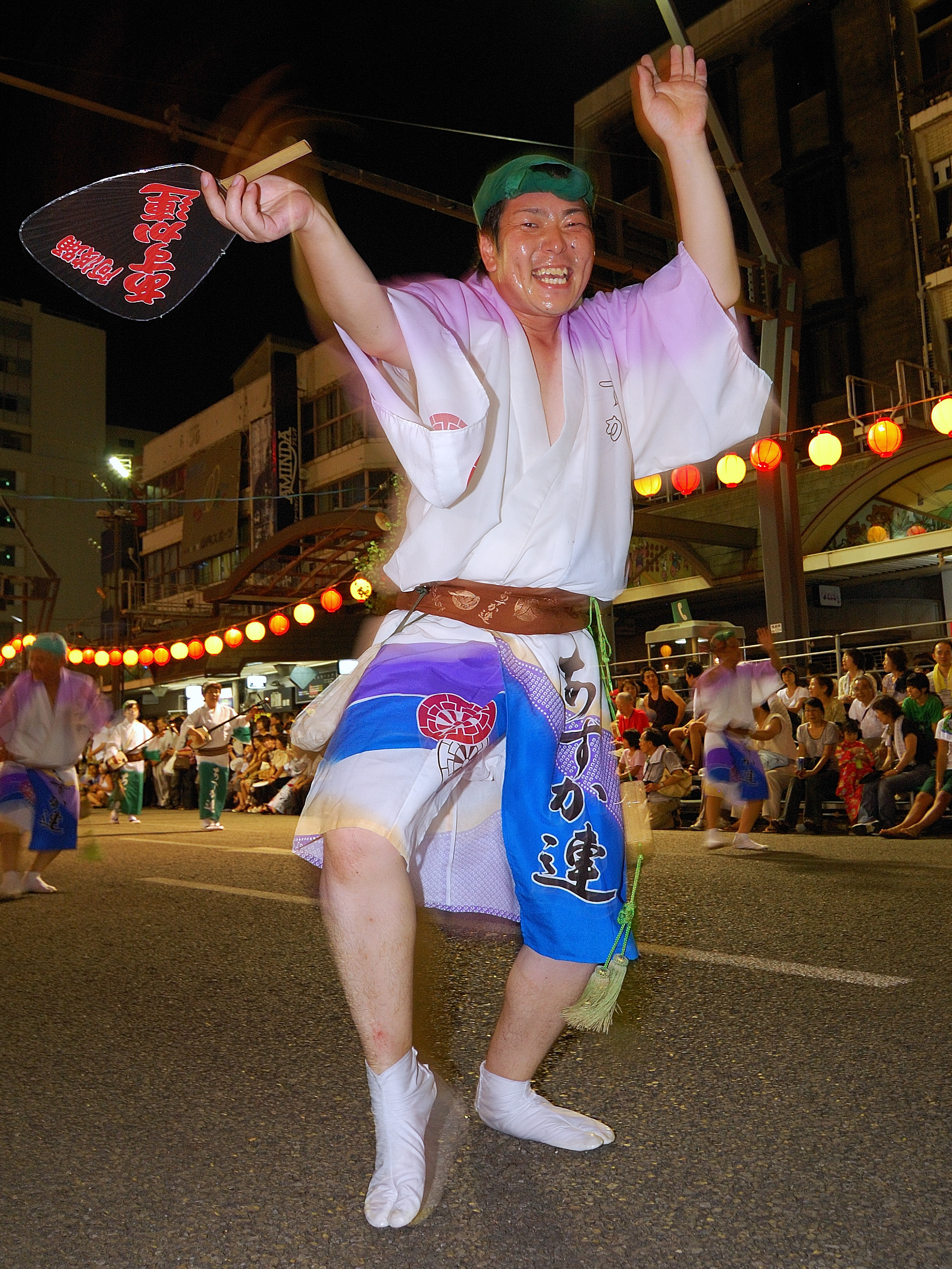
Awa Odori, männlicher Tanzstil

Awa Odori (japanisch 阿波おどり ‚Awa-Tanz‘) bezeichnet einen Bon Odori – traditionellen japanischen Tanz zum Obon-Fest – aus der Präfektur Tokushima (historisch Provinz Awa). Der Tanz zeichnet sich sowohl durch seine unregelmäßigen Schritte als auch seinen unterschiedlichen Tanzstil für Männer und Frauen aus.
Die bekannteste Aufführung dieses Tanzes ist das viertägige Tokushima Awa Odori (徳島市阿波おどり), das jedes Jahr vom 12. bis 15. August in der Stadt Tokushima stattfindet und mit 100.000 Tänzern und 1,3 Millionen Besuchern eines der größten Tanzfeste Japans darstellt.

## Geschichte
Zur Herkunft des Awa Odori gibt es drei Entstehungstheorien. Die am häufigsten genannte ist, dass der Daimyō Hachisuka Iemasa, nachdem seine Burg Tokushima 1587 fertiggestellt worden war, ein Freudenfest veranstaltete, bei dem er den Stadtbewohnern Sake ausgab. Diese tanzten daraufhin immer ausgelassener, und aus ihrer Trunkenheit entstammen die markanten Tanzbewegungen. Nach der zweiten Theorie ist der Tanz lediglich die Variante eines älteren in der Region getanzten Bon Odori. Die dritte Theorie zielt auf den Charakter als Gruppentanz ab und geht davon aus, dass er vom Fūryū inspiriert wurde, das auch als Quelle des Nō-Theater angesehen wird. Die 1663 verfasste Chronik Miyoshi-ki (三好記) beschreibt, dass im Jahr 1578 vor dem Feldherrn Sogō Masayasu auf Burg Shōzui im heutigen Aizumi ein solcher Fūryū-Tanz aufgeführt wurde.
Die Bezeichnung Awa Odori wurde erst zu Beginn der Shōwa-Zeit (1929–1989) eingeführt, als damit angefangen wurde, den Tanz touristisch zu vermarkten.
Obwohl der Tanz seinen Ursprung in der Präfektur Tokushima hat, finden sich heute landesweit Awa-Odori-Feste, darunter das Tōkyō Kōenji Awa Odori (東京高円寺阿波おどり), das 1957 von Ladenbesitzern zur Wiederbelebung der Einkaufsstraße von Kōenji in Suginami begann und bis 2013 auf 156 Gruppen mit 10.000 Tänzern und einer Million Besuchern anwuchs.

## Tanz
Der Awa Odori wird in zwei Stilen getanzt: einem männlichen und einem weiblichen. Beiden gemein ist die Schrittfolge. Diese besteht darin, dass abwechselnd der rechte Fuß mit den Zehenspitzen zuerst überkreuz vor den linken Fuß gesetzt und dann der linke Fuß mit den Zehenspitzen zuerst überkreuz vor den rechten Fuß. Gleichzeitig wird bei Vorwärtsbewegung des rechten bzw. linken Fußes auch der entsprechende rechte bzw. linke Arm nach vorne bewegt, begleitet von einer drehenden Handbewegung.
Beim männlichen Stil tragen die Tänzer einen lose angezogenen Happi/Hanten (traditionelle Arbeiterjacke) sowie einen Uchiwa (Fächer) und ein Tenugui (Handtuch) als Kopfbedeckung. Letzteres wird meistens entweder gerollt über die Stirn als Schweißfänger getragen oder die Haare bedeckend mit den Enden unter der Nase zusammengebunden. Getanzt wird beim männlichen Stil leicht nach vorne gebeugt und mit gebeugten Knien. Die Hände werden im Takt wechselnd zwischen Brust- und Stirnhöhe gestreckt und dabei gleichermaßen das Handgelenk auf- und abwärts bewegt.
Beim weiblichen Stil tragen die Tänzerinnen einen Yukata (Sommer-Kimono), einen Amigasa (schiffförmigen Hut) sowie Geta (Sandalen). Da diese elegantere Kleidung nicht so dynamische Bewegungen wie beim männlichen Stil zulässt, sind die Bewegungen zurückhaltender. Die Hände bleiben gen Himmel gestreckt, die Arme werden nur mit kurzen Schulterbewegungen zu den Beinen bewegt und begleitend werden die Handgelenke gedreht.
Der männliche Stil wird jedoch auch von Frauen getanzt.
Der Tanz wird in ren (連) genannten Gruppen von 30 bis 200, als Ausnahme auch bis 500, Personen in Form eines Festzuges getanzt. Beim Festzug bilden dabei die Tänzer beider Stile getrennte Blöcke. Hinzu kommt ein weiterer Block aus Musikern und eventuell Sängern, die das Shamisen (Laute), Kane (Schüsselgong), Taiko (Trommel) oder Yokobue (Querflöte) spielen.
Da die Zuschauer angehalten sind, beim Tanzen mitzumachen, gibt es zudem noch Ad-hoc-Gruppen (にわか連, niwakaren), denen man sich frei in Alltagskleidung anschließen kann.

## Musik
Getanzt wird der Odori zu einem zomeki (ぞめき, „lärmendes Herumlaufen“) genannten und aus zwei Takten bestehenden Rhythmus. Zusätzlich gehört zum Awa Odori ein Yoshikono-bushi (よしこの節) genanntes Lied unbekannter Herkunft. Es wird jedoch angenommen, dass es auf den in der Edo-Zeit bekannten Volksliedern Haiya-bushi (ハイヤ節) aus Ushibuka (heute Amakusa) in der Präfektur Kumamoto oder Itako-bushi (潮来節) aus Itako in der Präfektur Ibaraki basiert.
Der bekannteste Vers dieses Liedes ist folgender, der auch als Motto des Awa Odori gilt:
| 踊る阿呆に 見る阿呆、 同じ阿呆なら 踊らにゃそんそん | Odoru ahō ni Miru ahō Onaji ahō nara Odoranya son son | Tanzende Narren und zuschauende Narren. Wenn wir beide Narren sind, warum dann nicht tanzen? |

Der Awa Odori wird daher auch als „Narrentanz“ (阿呆踊り, ahō odori) bezeichnet.
Begleitet wird dies von Anfeuerungsrufen wie eraiyatcha eraiyatcha, yoi yoi yoi yoi (エライヤッチャエライヤッチャ、ヨイヨイヨイヨイ).